# Новоорлеанский музей джаза
Новоорлеанский музей джаза (англ. New Orleans Jazz Museum) — музыкальный музей, расположенный в городе Новый Орлеан, штат Луизиана, США. Музей посвящен сохранению культуры музыкального жанра джаза. В настоящее время Новоорлеанский музей джаза находится под покровительством Музея Штата Луизианы. Новоорлеанский музей джаза расположен в бывшем монетном дворе Соединенных Штатов по адресу 400 Esplanade Avenue на западной границе знаменитого Французского квартала.

## История

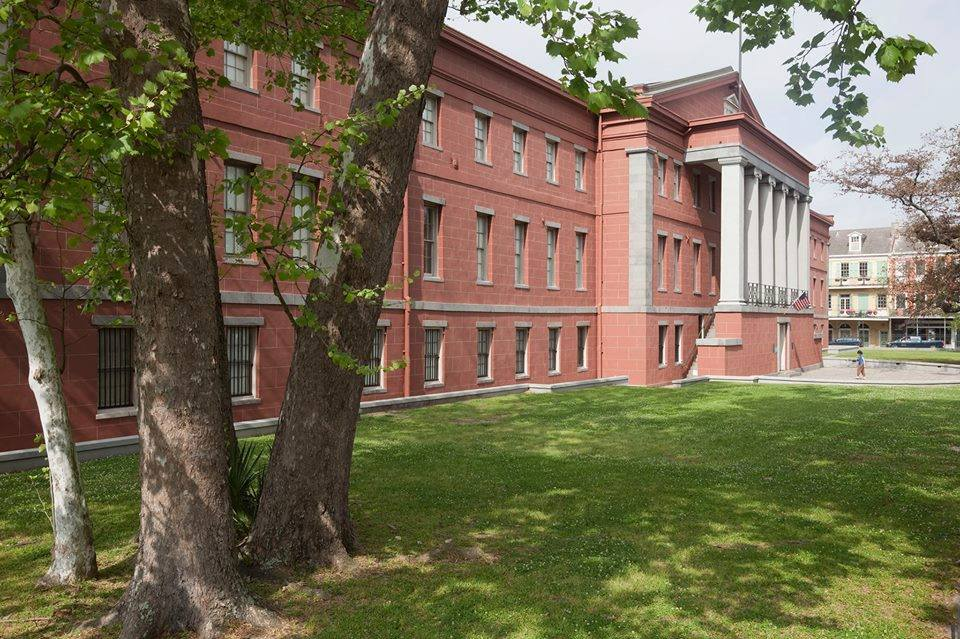
Главный вход в Старый Монетный Двор.

Строительство музея, посвященного новоорлеанскому джазу, начало свое проектирование в 1950 году новоорлеанской группой энтузиастов джаза и художников из Джазового Клуба Нового Орлеана, основанного в 1949 году. Главными вдохновителями идеи постройки музея были Эдвард «Док» Сушон, Майара Менвиль и Хелен Арльт. Музей был открыт в 1961 году по адресу 1017 Dumaine Street во Французском Квартале под кураторством Клея Уотсона.
Несмотря на переезд основной коллекции, первоначальное месторасположение коллекции сохранено в части отеля Святого Петра, включая в себя немаловажные памятные мемориальные доски. В 1969 году музей переехал в Royal Sonesta Hotel. Однако, в начале 1970 года, у отеля Sonesta сменился владелец и впоследствии, в 1973 году, музей переехал на улицу Conti 833. Вскоре, после очередного переезда, музей закрылся в связи с банкротством. 15 сентября 1977 года вся коллекция новоорлеанского джазового музея была подарена жителям Луизианы и впоследствии стала частью коллекции Джаз Клуба Нового Орлеана в Музее Штата Луизианы.

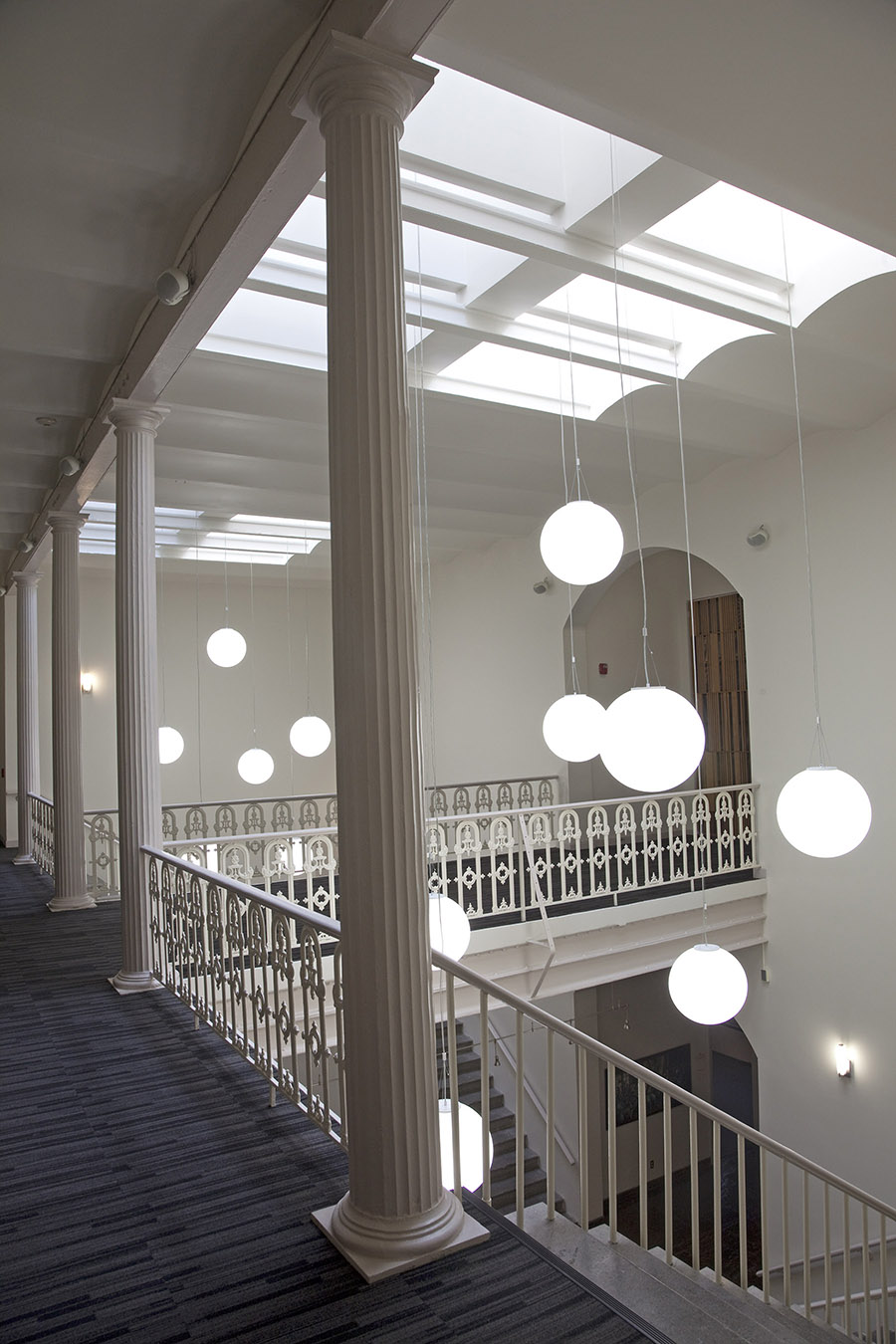

В ранних 1980-х экспозиция джазовой коллекции Музея Луизианы открылась на втором этаже старого монетного двора Соединенных Штатов, под кураторством Дона Маркиса. С тех пор Новоорлеанский джазовый музей находится в Старом Монетном Дворе на постоянной основе. В 2005 году музей, как Новоорлеанский Музей Джаза, понес серьезный ущерб во время урагана «Катрина». Коллекции Новоорлеанского джазового музея были выставлены во многих музеях до тех пор, пока Старый Монетный Двор вновь не открыл свои двери в 2008 году. В 2015 году в разработку вошли планы о полной трансформации здания Старого Монетного Двора в полноценный Музей Джаза Нового Орлеана.

## Миссия
Миссией Новоорлеанского музея джаза является сохранение музыкального стиля «джаз» во всех его проявлениях и формах благодаря динамичным и интерактивным экспонатам, разнообразным образовательным программам, исследовательским проектам и музыкальным выступлениям. Новоорлеанский музей джаза является неотъемлемой частью культурного ренессанса Нового Орлеана, представляя различные ресурсы для музыкантов и любителей музыки всех культур, языков и национальностей.
Музей стремится детально исследовать аутентичный американский музыкальный жанр в городе, где зародился джаз. Основной задачей Новоорлеанского музея джаза является экспозиция и распространение истории и традиций джаза, непосредственно в городе, где и зародился этот жанр. Новоорлеанский музей джаза будет привлекать и связывать любителей музыки со всех концов земного шара. Интерактивные экспонаты рассказывают историю джаза, его афро-американское происхождение, его рождение и популяризацию в Новом Орлеане, показывают культурные связи, художественные формы выражения, музыкальное новаторство и глобальное влияние. Все ради того, чтобы посетители могли действительно понять эту форму аутентичного американского искусства.

## Настоящее время

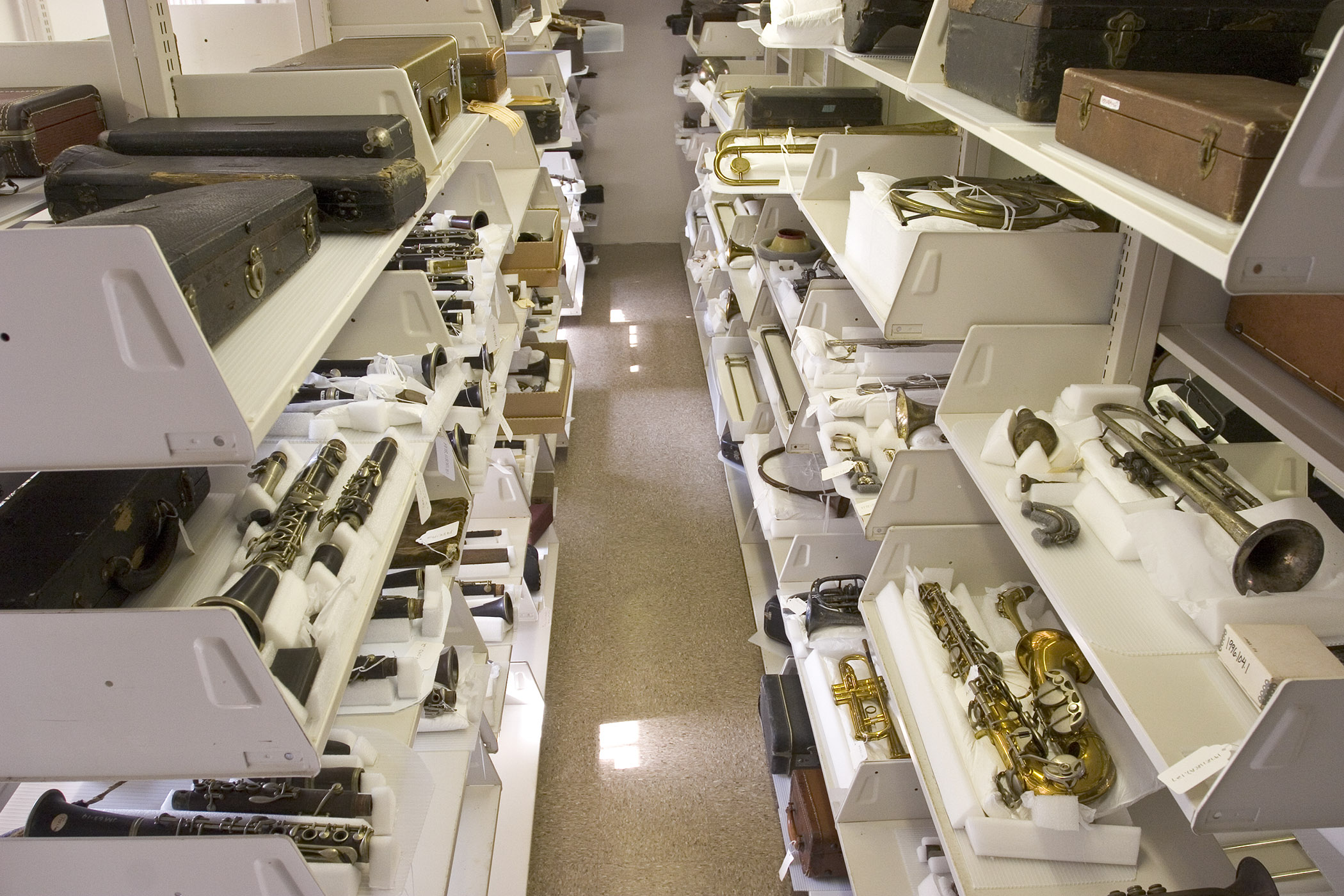

### Коллекции
Музей включает в себя знаменитую коллекцию из Новоорлеанского джаз-клуба, собранную на протяжении десятилетий. Музей также владеет раритетной коллекцией джазовых музыкальных инструментов, серией винтажных и поистине уникальных фотографий и другими артефактами.
Редкость и уникальность артефактов варьируется, начиная от первого корнета Луи Армстронга до первой джазовой пластинки, записанной в 1917 году. Посетители Новоорлеанского музея джаза могут увидеть крупнейшую в мире коллекцию инструментов (трубы, корнеты, и т. д.), на которых играли и играют колоссы джазового искусства, такие как Бикс Бейдербек, Эдвард «Малыш» Ори, Джордж Льюис, Сидни Беннет и Диззи Гиллеспи. Другие артефакты включают в себя более 12000 фотографий с раннего периода джаза, более 4000 записей, начиная с 1905 года, до середины 1950 годов и несколько тысяч двенадцатидюймовых пластинок.
В коллекцию также входят плакаты, картины и гравюры, сотни партитурных записей, начиная с позднего 19-го века и заканчивая популярными композициями 1940-х-1950-х годов, многие из которых были оригинальными записями ставшими гарантами качества джазового искусства. Несколько сотен фильмов с записями концертов, фестивалей и парадов также являются неотъемлемой частью коллекции Новоорлеанского музея джаза.

### Экспонаты
Экспонаты джазового музея Нового Орлеана рассказывают о рождении и истории джаза, его наследии и огромной значимости. В настоящее время музей работает над изменением экспонатов и находится в процессе расширения выставочной площади. Будущая выставочная площадь составит около 8000 квадратных метра и будет включать в себя центральную приемную зону для посетителей, основное выставочное пространство для постоянных экспозиций, учебные аудитории для студентов, вращающуюся галерею экспонатов и четыре интерактивных, технологических пространства для гостей.

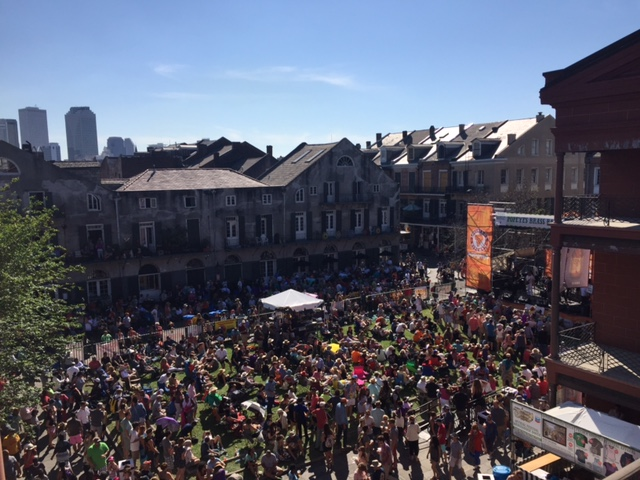

### Живая музыка

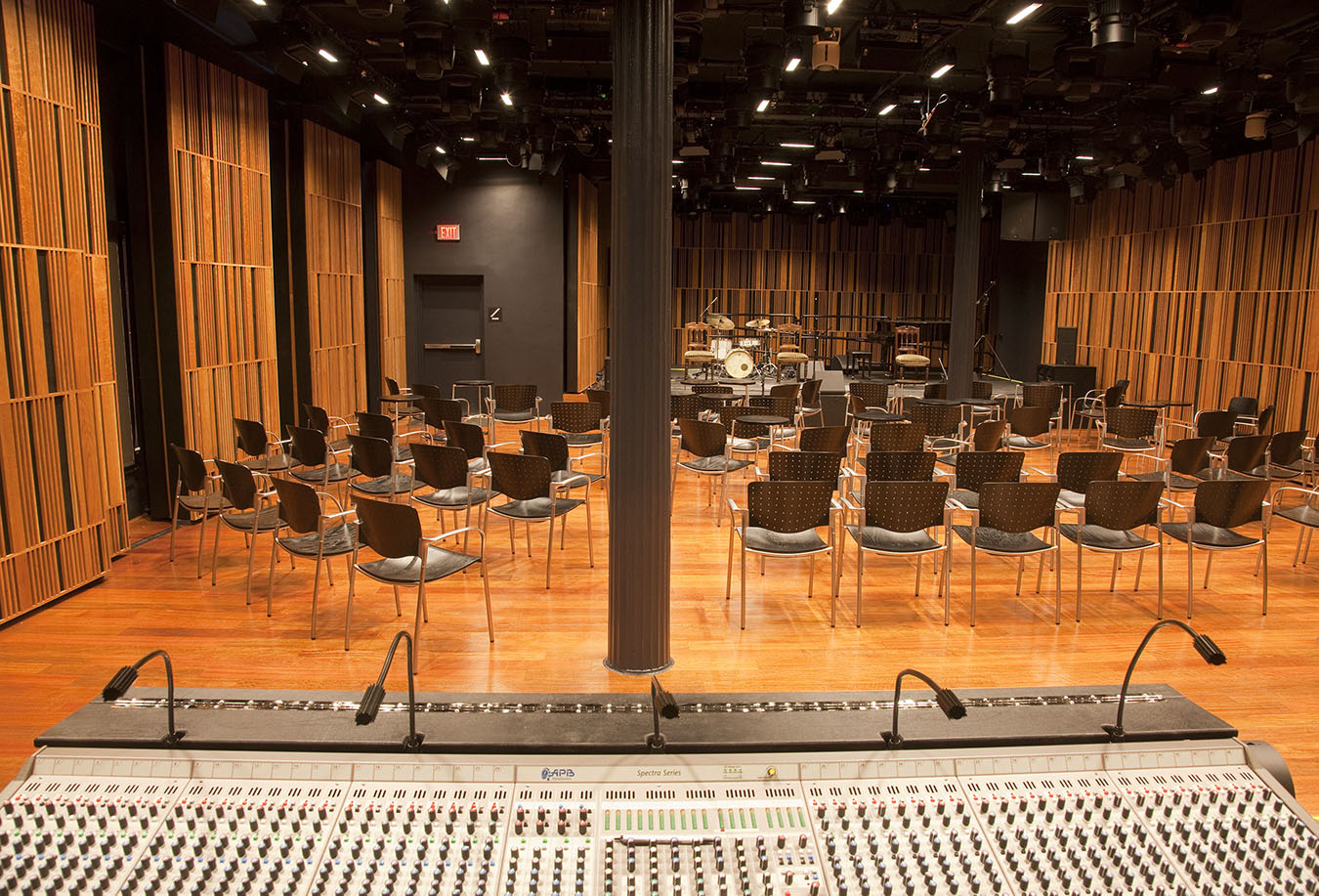

Новоорлеанский музей джаза является домом живой музыки, также именуемой «Музыка Монетного Двора», и предлагает постоянную серию выступлений, организованную на мировом уровне. Целью живых выступлений в музее является ознакомление аудитории с глубиной и красотой джаза. Новоорлеанский музей джаза так же является местом проведения ряда ежегодных фестивалей, в том числе: French Quarter Fest, Satchimo Fest, Downriver Fest, Creole Tomato Fest, International Guitar Fest, Danny Barker Fest.

### Образовательные программы
Новоорлеанский музей джаза является родиной музыкального программирования. Исследователям музыки Новоорлеанский музей джаза предоставляет доступ к своим коллекциям и исследовательским учреждениям мирового класса через Исторический Центр Луизианы. Кроме того, Новоорлеанский музей джаза связывает свои аудио-коллекции с его веб-сайтом, обеспечивая доступ к своей всемирно известной Джазовой Коллекции. Для молодежи образовательные программы музея включают в себя музыкальные уроки, семинары по инструментам, выступления приглашенных музыкантов и обучение методам записи. Эти образовательные инициативы совпадают с установленными целями музея и также включают в себя музыкальные лагеря. Многие из этих мероприятий проводятся в партнерстве с Новоорлеанским Джазовым Национальном Парком.